# Регби-7 на летних юношеских Олимпийских играх 2018
Соревнования по регби-7 на летних юношеских Олимпийских играх 2018 года прошли с 13 по 15 октября в парке Gimnasia y Esgrima de Buenos Aires в Буэнос-Айресе, столицы Аргентины. Будут разыграны 2 комплекта наград: у юношей и девушек. В соревнованиях, согласно правилам, смогут принять участие спортсмены рождённые с 1 января 2000 года по 31 декабря 2001 года.

## История
Регби-7 является постоянным видом программы, который впервые появился на II летних юношеских Олимпийских играх в Сингапуре.
Программа соревнований не изменилась.

## Квалификация
В общей сложности 12 команды будут участвовать у юношей и у девушек.
Каждый Национальный олимпийский комитет (НОК) ограничен участием в 1 командном виде спорта (футзал, пляжный гандбол, хоккей на траве и регби-7) для каждого пола, за исключением принимающей страны, которая может представить одну команду в каждом виде спорта у юношей и девушек. Кроме того, в регби-7 каждый НОК может войти максимум 1 командой из 12 спортсменов. Для участия в юношеских Олимпийских играх спортсмены должны родиться в период с 1 января 2000 года по 31 декабря 2001 года.
Как хозяева, Аргентина имеет право непосредственно квалифицировать 1 команду. Лучшая команда по рейтингу в каждом из 5 континентальных квалификационных турниров получит квотное место.
1 квота для мальчиков, предоставленная принимающей стране, члену Sudamérica Rugby.
1 квота для девочек предоставлена Sudamérica регби.
1 квота на каждый пол даны регби Африки, Азии, Европы, Северной Америки, Океании.
Общее число спортсменов, которые выступят на соревнованиях, было определено Международным олимпийским комитетом и составило 240 человек (по 120 у юношей и девушек).

## Календарь
| ЦО | Церемония открытия | ● | Квалификации | 2 | Финалы соревнований | ЦЗ | Церемония закрытия |

| Октябрь | 06 Сб | 07 Вс | 08 Пн | 09 Вт | 10 Ср | 11 Чт | 12 Пт | 13 Сб | 14 Вс | 15 Пн | 16 Вт | 17 Ср | 18 Чт | Соревнования |
| ------- | ----- | ----- | ----- | ----- | ----- | ----- | ----- | ----- | ----- | ----- | ----- | ----- | ----- | ------------ |
| Регби-7 | ●     |       |       |       |       |       |       | ●     | ●     | 2     |       |       | ●     | 2            |

## Медалисты
Сокращения: WYB — высшее мировое достижение среди юношей

## Медали
| Дисциплина | Золото         | Серебро | Бронза |
| ---------- | -------------- | ------- | ------ |
| Юноши.     | Аргентина      | Франция | Япония |
| Девушки.   | Новая Зеландия | Франция | Канада |